# Wadi Haddad
Wadi Haddad, ps. Abu Hani (ur. w 1927 roku, zm. 28 marca 1978 roku) – palestyński działacz niepodległościowy i terrorysta. 

## Życiorys
Urodził się w arabskiej rodzinie prawosławnej w Safedzie, rodzinną miejscowość opuścił po zajęciu jej przez Żydów. Ukończył studia medyczne w Bejrucie. Razem z Georgesem Habaszem prowadził klinikę dla Palestyńczyków w Ammanie oraz pracował dla UNRWA. W 1952 roku był jednym z założycieli Arabskiego Ruchu Narodowego. W 1957 roku został aresztowany w Jordanii za działalność nacjonalistyczną. W więzieniu spędził trzy lata. W 1961 roku udał się do Syrii. W 1967 roku współtworzył Ludowy Front Wyzwolenia Palestyny. 
Stał na czele sekcji LFWP-OS (Operacje Specjalne) odpowiedzialnej za zamachy terrorystyczne. Przez pewien czas współpracował z międzynarodowym terrorystą „Carlosem“. Zlecił „Carlosowi“ zamach na szczyt OPEC w Wiedniu w grudniu 1975 roku. Przypuszczalnie za to w 1976 roku został usunięty z kierownictwa LFWP. Według pojedynczych źródeł otruty przez Mossad, zmarł w 1978 roku w trakcie leczenia białaczki w Niemieckiej Republice Demokratycznej.